# Okkasionalismus

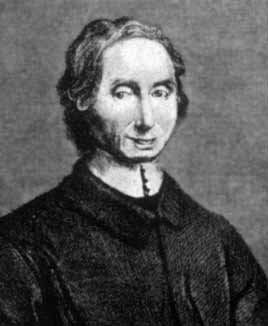
Nicolas Malebranche, bedeutendster Okkasionalist

Als Okkasionalismus (von lateinisch occasio ‚Gelegenheit, Anlass‘) wird eine im 17. Jahrhundert prominente philosophische Position zum sogenannten Leib-Seele-Problem bezeichnet. Sie ist ein auf der cartesischen Lehre aufbauender Versuch, das Influxus-physicus-Problem durch die Annahme von gelegentlichen Eingriffen Gottes in das Weltgeschehen (Concursus dei) zu lösen. Der Begriff des Okkasionalismus wurde von seinen Vertretern jedoch selbst noch nicht verwendet. Sie galten in der zeitgenössischen Diskussion als die Cartesianer, ihre Position als das System der Gelegenheitsursachen (systema causarum occasionalium).

## Theorie

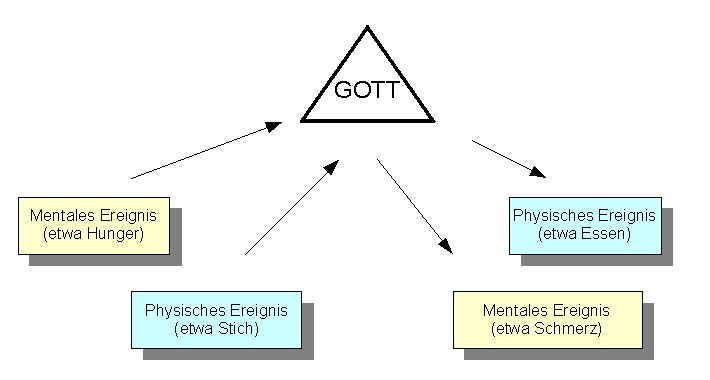
Mentale/physische Ereignisse werden von Gott registriert. Daraufhin verursacht er andere mentale/physische Ereignisse.

Die zentralen Thesen des Okkasionalismus lauten:
1. Körper und Geist haben keinen kausalen Einfluss (influxus physicus) aufeinander.
2. Zwischen körperlichen und geistigen Zuständen vermittelt Gott (concursus Dei).

Der Okkasionalismus, dessen Hauptvertreter Nicolas Malebranche und Arnold Geulincx waren, besagt, dass mentale Zustände einer Person immateriell sind und daher keinen Einfluss auf die materielle Welt haben können. Jede Interaktion zwischen körperlicher und geistiger Sphäre ist nach dieser Auffassung nur scheinbar gegeben; etwa, wenn Personen essen (körperlich), wenn sie Hunger verspüren (geistig) oder flüchten (körperlich), wenn sie sich vor etwas fürchten (geistig). Statt einer direkten Kausalität nehmen Okkasionalisten an, dass vielmehr Gott den geistigen Zustand registriert und daraufhin eine körperliche Handlung folgen lässt. Ebenso verläuft der Prozess über Gott als Mittler, wenn materielle Zustände scheinbar unmittelbar auf den Geist einwirken; wenn etwa eine Person mit einer Nadel gestochen wird, so lässt Gott daraufhin diese Person Schmerz empfinden (→Grafik).
Dabei beriefen sich die Okkasionalisten, besonders Arnold Geulincx, auf den Grundsatz:

“Quod nescis, quomodo fiat, id non facis.”

„Wenn du nicht weißt, wie etwas geschieht, bewirkst du es auch nicht.“

## Hintergrund
Okkasionalistische Theorien wurden erstmals in der arabisch-islamischen Philosophie entwickelt, in der sich „seit dem frühen Mittelalter ein konsequenter Occasionalismus entwickelt[e] und vertreten [wurde.]“
Arnold Geulincx entwickelte den Okkasionalismus als Lösung der Probleme, die der interaktionistische Dualismus René Descartes’ hervorrief. Descartes hatte angenommen, dass der immaterielle Geist und der materielle Körper einen kausalen Einfluss aufeinander haben. Descartes hatte jedoch Probleme zu erklären, wie eine solche Interaktion aussehen könnte. Die Okkasionalisten, darunter auch Géraud de Cordemoy und Johannes Clauberg, leugneten ebendiese Interaktion. Als Vorläufer dieser Auffassung gilt wegen seiner Auffassung der Kausalität Al-Ghazali. Die Bezeichnung „Okkasionalismus“ wurde erst im 18. Jahrhundert geläufig und findet sich beispielsweise bei Immanuel Kant. Im 17. Jahrhundert sprach man von den Vertretern des systema causarum occasionalium noch von den Cartesianern, da sie an dessen Substanzdualismus festhielten und ihn durch die Annahme okkasioneller Ursachen zu retten versuchten.

## Kritik
David Hume kritisierte die okkasionalistische Theorie scharf. Okkasionalisten würden jene Erklärungen durch den Willen eines Deus ex machina in allen Lagen heranziehen, auf die die meisten Menschen nur „beim Auftreten außerordentlicher Erscheinungen, wie Erdbeben, Seuchen und Ungeheuerlichem allerart“ verfielen:

„Sie machen Geist und Intelligenz [Gottes] nicht zur letzten und ursprünglichen Ursache aller Dinge, sondern zur unmittelbaren und alleinigen Ursache jedes Ereignisses, das in der Natur erscheint. Sie behaupten, daß die gewöhnlich Ursachen benannten Dinge in Wirklichkeit lediglich Gelegenheiten sind und daß das wahre und unmittelbare Prinzip jeder Wirkung nicht irgend eine Macht oder Kraft in der Natur, sondern ein Willensakt des höchsten Wesens ist […].“

Diese Position, bei der für Hume sowohl rein körperliche Kausalität als auch Geist-Körper-Interaktion und sogar rein geistige Verursachung jeweils „durch einen besonderen Willensakt“ Gottes erklärt werde, kritisierte er als pantheistisch sowie als eine Auffassung, die Macht und Weisheit der Gottheit verkleinere. Philosophisch wies er sie zurück, da sie „zu kühn“ sei, „keine Überzeugungskraft“ habe und zu „dem gewöhnlichen Leben und der Erfahrung so fernliegenden Schlüssen führt.“
Im Anschluss an Hume und die spätere Okkasionalismus-Kritik wird heute meist davon ausgegangen, dass das Leib-Seele-Problem durch den Okkasionalismus zwar verschwinde, allerdings zu neuen Probleme führe: Auch wenn man an der Existenz eines theistisch verstandenen Gottes festhalte, erscheine es nicht plausibel, dass Gott jedes Mal eingreifen müsse, um einen Zusammenhang zwischen Mentalem und Physischem zu sichern.